# La seconda aurora
La seconda aurora (The Life of Jimmy Dolan) è un film del 1933 diretto da Archie Mayo.
È un film drammatico statunitense con Douglas Fairbanks Jr., Loretta Young e Aline MacMahon. John Wayne interpreta in un piccolo ruolo un pugile.
È basato sul lavoro teatrale del 1933 Sucker di Bertram Millhauser e Beulah Marie.

## Produzione
Il film, diretto da Archie Mayo su una sceneggiatura di David Boehm e Erwin S. Gelsey con il soggetto di Bertram Millhauser e Beulah Marie Dix (autori del lavoro teatrale), fu prodotto dalla Warner Bros. Pictures e girato nei Warner Brothers Burbank Studios a Burbank in California con un budget stimato in 202.000 dollari in 28 giorni.

## Distribuzione
Il film fu distribuito con il titolo The Life of Jimmy Dolan negli Stati Uniti dal 3 giugno 1933 al cinema dalla Warner Bros. Pictures.
Alcune delle uscite internazionali sono state:
- nel Regno Unito il 25 settembre 1933
- in Finlandia il 29 ottobre 1933
- in Portogallo il 30 dicembre 1933 (Pulso de Aço)
- in Spagna (Su última pelea)
- nel Regno Unito (The Kid's Last Fight)
- in Grecia (To dilimma)
- in Brasile (Viver na Morte)
- in Italia (La seconda aurora)

## Remake
Nel 1939 ne è stato prodotto un remake, Hanno fatto di me un criminale (They Made Me a Criminal).